# HP-01

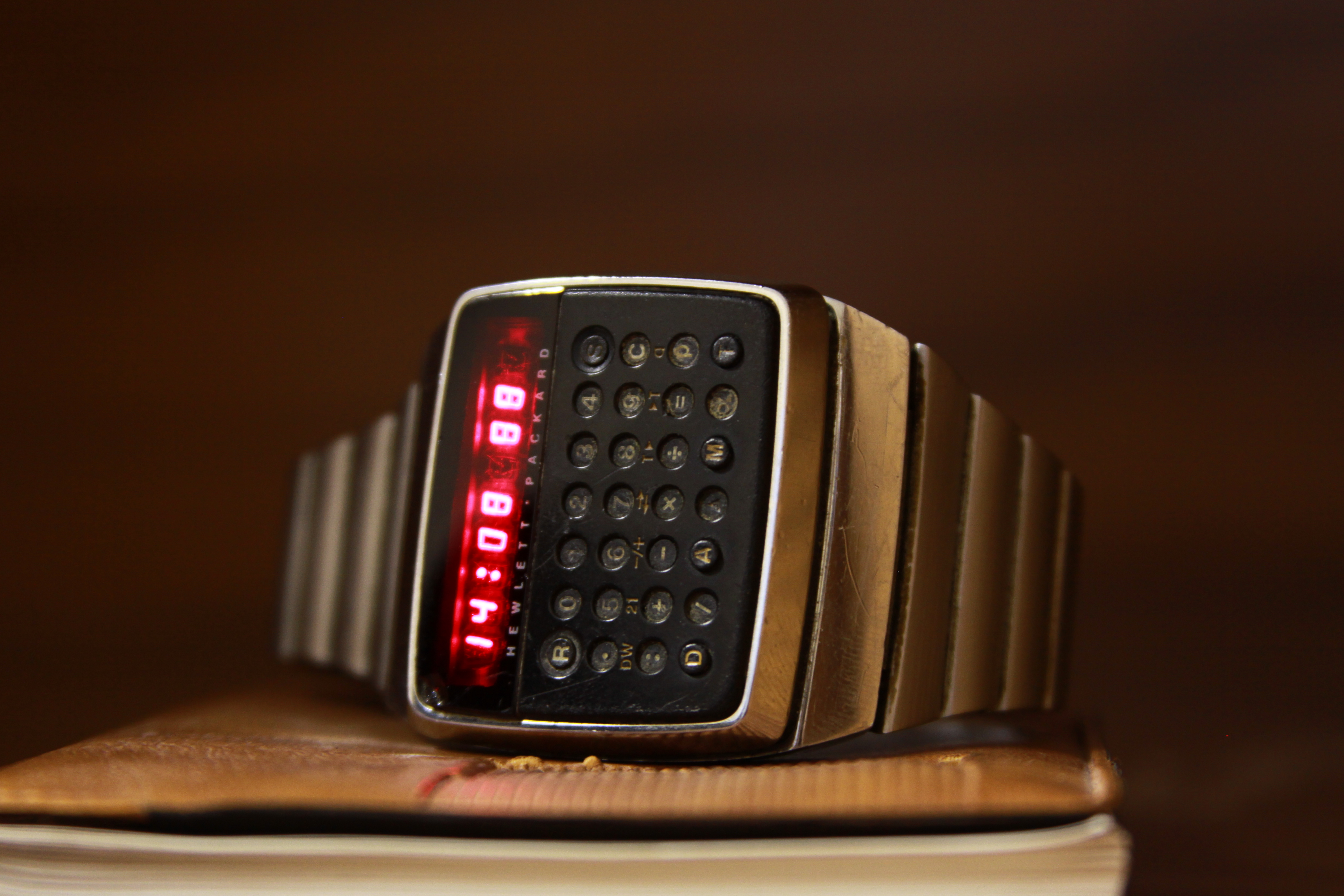
La HP-01 affichant le 14 aout 1988.

La HP-01, dont le nom de code était « cricket », a été la première montre/calculette de HP et la première petite calculatrice algébrique. Cette montre, dont le prix était de 750 $ pour la version plaqué or et de 650 $ pour la version en acier inoxydable, a été produite de 1977 à 1980.

## Fonctionnalités
C'est une montre-bracelet électronique numérique, une calculatrice personnelle, un réveil, un chronomètre, un minuteur, un calendrier de deux cents années, etc. La HP-01 offre la possibilité de combiner des fonctions du temps et de calcul.

## Description
Le cadran de la montre a 28 touches minuscules, dont quatre sont surélevées pour un accès plus facile des doigts : D (date), A (alarme), M (mémoire) et T (temps). Deux touches supplémentaires sont encastrées pour pouvoir être utilisées avec les doigts sans être pressées accidentellement : R (lecture /rappel /reset selon le mode) et S pour le minuteur et le chronomètre. Les autres touches doivent être utilisées avec un stylet.
La HP-01 est constitué de 4 circuits intégrés, de deux ROMs et d'un affichage à DELs de 9 chiffres.

## Types de données
La HP-01 comprend plusieurs types de données.
Nombres en virgule flottanteComme toutes les calculatrices HP la HP-01 reconnaît les mathématiques à virgule flottante. La plage numérique va de +/-9.999999E à +/- 99. mais il n'y a pas moyen d'entrer un nombre en notation scientifique.
Données intervalle de tempsLe clavier a une touche (« : ») pour les nombres en ayant besoin comme HHHHH:MM, HH:MM:SS ou MM:SS.CC (CC = centièmes de seconde).
Données d'heureavec conversion si nécessaire ; un intervalle de temps stocké dans le temps du lieu où vous avez inscrit l'alarme, permet de convertir au temps du lieu souhaité.
Données de type jourLorsque la touche (« / ») est pressée, la HP-01 reconnaît l'information comme une date dans l'un des deux formats JJ/MM/AA ou JJ/MM/AA (selon le format de date choisi par l'utilisateur). Il n'y a que deux chiffres pour l'année, mais une clé du XXIe siècle a été incluse pour indiquer des dates ultérieures.
La mémoire de la calculatrice peut contenir des données dans les trois formats : nombre, date ou heure.

## Technologie
Cette montre, qui était une vitrine du savoir-faire HP, comportait quatre circuits intégrés conçus pour HP. Son affichage à DELs étant très consommateur d’énergie, elle n'a pas résisté à l'arrivée des affichages à cristaux liquides dans les années 1970. Cependant elle est encore proposée aux collectionneurs par exemple sur eBay à des prix allant de 270 $ à 14 500 $ en septembre 2014.